# Quadro de medalhas dos Jogos Olímpicos de Verão de 1960
Este é o quadro de medalhas dos Jogos Olímpicos de Verão de 1960, realizados em Roma, Itália. O ordenamento é feito pelo número de medalhas de ouro, estando as medalhas de prata e bronze como critérios de desempate em caso de países com o mesmo número de ouros. Se, após esse critério, os países continuarem empatados, posicionamento igual é dado e eles são listados alfabeticamente. Este é o sistema utilizado pelo Comitê Olímpico Internacional.
| Ordem | País                                | Medalha de ouro | Medalha de prata | Medalha de bronze |     |
| ----- | ----------------------------------- | --------------- | ---------------- | ----------------- | --- |
| 1     | URS União Soviética                 | 43              | 29               | 31                | 103 |
| 2     | USA Estados Unidos                  | 34              | 21               | 16                | 71  |
| 3     | ITA Itália                          | 13              | 10               | 13                | 36  |
| 4     | EUA Equipe Alemã Unida              | 12              | 19               | 11                | 42  |
| 5     | AUS Austrália                       | 8               | 8                | 6                 | 22  |
| 6     | TUR Turquia                         | 7               | 2                |                   | 9   |
| 7     | HUN Hungria                         | 6               | 8                | 7                 | 21  |
| 8     | JPN Japão                           | 4               | 7                | 7                 | 18  |
| 9     | POL Polônia                         | 4               | 6                | 11                | 21  |
| 10    | TCH Checoslováquia                  | 3               | 2                | 3                 | 8   |
| 11    | ROU Romênia                         | 3               | 1                | 6                 | 10  |
| 12    | GBR Grã-Bretanha                    | 2               | 6                | 12                | 20  |
| 13    | DEN Dinamarca                       | 2               | 3                | 1                 | 6   |
| 14    | NZL Nova Zelândia                   | 2               |                  | 1                 | 3   |
| 15    | BUL Bulgária                        | 1               | 3                | 3                 | 7   |
| 16    | SWE Suécia                          | 1               | 2                | 3                 | 6   |
| 17    | FIN Finlândia                       | 1               | 1                | 3                 | 5   |
| 18    | AUT Áustria                         | 1               | 1                |                   | 2   |
| 18    | YUG Iugoslávia                      | 1               | 1                |                   | 2   |
| 20    | PAK Paquistão                       | 1               |                  | 1                 | 2   |
| 21    | ETH Etiópia                         | 1               |                  |                   | 1   |
| 21    | GRE Grécia                          | 1               |                  |                   | 1   |
| 21    | NOR Noruega                         | 1               |                  |                   | 1   |
| 24    | SUI Suíça                           |                 | 3                | 3                 | 6   |
| 25    | FRA França                          |                 | 2                | 3                 | 5   |
| 26    | BEL Bélgica                         |                 | 2                | 2                 | 4   |
| 27    | IRI Irã                             |                 | 1                | 3                 | 4   |
| 28    | NED Países Baixos                   |                 | 1                | 2                 | 3   |
| 28    | RSA África do Sul                   |                 | 1                | 2                 | 3   |
| 30    | ARG Argentina                       |                 | 1                | 1                 | 2   |
| 30    | EGY Egito                           |                 | 1                | 1                 | 2   |
| 32    | CAN Canadá                          |                 | 1                |                   | 1   |
| 32    | ROC República da China              |                 | 1                |                   | 1   |
| 32    | GHA Gana                            |                 | 1                |                   | 1   |
| 32    | IND Índia                           |                 | 1                |                   | 1   |
| 32    | MAR Marrocos                        |                 | 1                |                   | 1   |
| 32    | POR Portugal                        |                 | 1                |                   | 1   |
| 32    | SIN Singapura                       |                 | 1                |                   | 1   |
| 39    | BRA Brasil                          |                 |                  | 2                 | 2   |
| 39    | BWI Federação das Índias Ocidentais |                 |                  | 2                 | 2   |
| 41    | IRQ Iraque                          |                 |                  | 1                 | 1   |
| 41    | MEX México                          |                 |                  | 1                 | 1   |
| 41    | ESP Espanha                         |                 |                  | 1                 | 1   |
| 41    | VEN Venezuela                       |                 |                  | 1                 | 1   |